# Визовая политика Украины

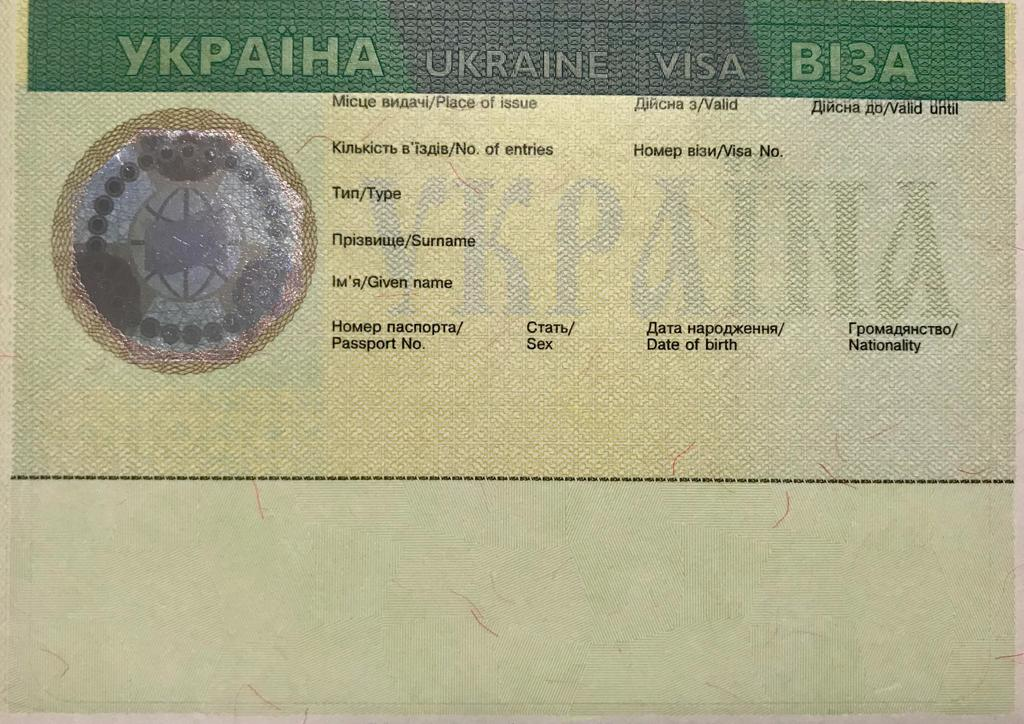
Образец украинской визы

Визовая политика Украины состоит из требований, предъявляемых к иностранным гражданам для поездок на Украину, въезда в данную страну и пребывания в ней. В соответствии с законодательством, посетители Украины должны получить визу в одной из дипломатических миссий Украины или в электронном формате, если они не являются гражданами стран, освобождённых от виз.
До 1 января 2019 года для некоторых стран действовала возможность получения визы по прибытии на 15 дней в международных аэропортах «Борисполь», «Киев» и «Одесса».

## Карта визовой политики

Визовая политика Украины
Украина
Окупированная Россией территория Украины
Безвизовый въезд (90 дней)
Безвизовый въезд (90 дней; на определённых условиях)
Безвизовый въезд (30 дней)
Безвизовый въезд (14 дней)
Требуется получение визы

## Освобождение от визы
По состоянию на начало 2023 года граждане следующих стран могут посещать Украину, не имея визы:
90 дней
- Европейский союз
- Албания
- Андорра
- Азербайджан
- Армения
- Ватикан
- Великобритания
- Беларусь[a]
- Грузия[b]
- Исландия
- Казахстан
- Кыргызстан
- Лихтенштейн
- Молдова
- Монако
- Норвегия
- Сан-Марино
- Сербия
- Северная Македония
- Черногория
- Швейцария
- Бахрейн
- Израиль
- Катар
- Кувейт
- Монголия[c]
- Оман
- Саудовская Аравия
- ОАЭ
- Республика Корея
- Таджикистан
- Турция
- Узбекистан
- Япония
- США
- Канада
- Антигуа и Барбуда
- Бразилия
- Гренада
- Доминика
- Колумбия
- Панама
- Парагвай
- Перу
- Сент-Винсент и Гренадины
- Сент-Китс и Невис
- Уругвай
- Чили
- Эквадор
- Австралия
- Новая Зеландия
- Маршалловы Острова

30 дней
- Босния и Герцеговина
- Бруней
- Китайская Республика

14 дней
- Гонконг

### Визовый режим для граждан России
17 июня 2022 года, на фоне вторжения на Украину президент Украины Владимир Зеленский объявил о введении визового режима для граждан России и о прекращении действия Соглашения о безвизовых поездках граждан Российской Федерации и Украины, действовавшего с 1997 года, с целью «оказать противодействие угрозам нацбезопасности и суверенитету Украины». 1 июля 2022 года Украина ввела односторонний полноценный визовый режим с Россией. Поскольку дипломатические представительства Украины в России были закрыты ввиду разрыва дипломатических отношений, российские граждане должны обращаться в визовые центры «VFS Global». Тем гражданам России, которые находятся за границей, следует обратиться за визой в одну из дипломатических миссий Украины в других странах мира. При этом наличие украинской визы не является безусловной гарантией его въезда на территорию Украины — украинским пограничникам предписано давать пропуск или отказ во въезде на своё усмотрение.
1 августа 2022 года Государственная пограничная служба Украины заявила, что около 80 россиян подали документы на получение украинской визы.
13 декабря 2022 года пресс-секретарь Государственной пограничной службы Украины Андрей Демченко заявил, что за первые 4,5 месяца действия визового режима гражданам России было выдано 10 виз, в основном по гуманитарным соображениям.

## Электронные визы
4 апреля 2018 года Украина ввела систему электронных виз для туристических и деловых целей в течение 30 дней, стоимость составляла 85 долларов США. С 1 января 2019 года электронные визы также доступны для следующих целей: лечение, деятельность в сфере культуры, науки, образования, спорта, в целях выполнения служебных обязанностей иностранного корреспондента или представителя зарубежного СМИ.
С 1 ноября 2020 года стоимость электронной визы была снижена до 20 долларов США за однократную визу и 30 долларов США за двукратную с решением в течение 3 рабочих дней. Срочное оформление визы доступно за двойной визовый сбор и решение в течение одного рабочего дня.
Граждане следующих стран имеют право на получение электронных виз:
- Бутан
- Индия
- Индонезия
- Камбоджа
- Китай
- Лаос
- Макао
- Малайзия
- Мальдивы
- Мьянма
- Непал
- Сингапур
- Таиланд
- Филиппины
- Багамские Острова
- Барбадос
- Белиз
- Боливия
- Гаити
- Гватемала
- Гондурас
- Доминиканская Республика
- Коста-Рика
- Мексика
- Никарагуа
- Сальвадор
- Сент-Люсия
- Суринам
- Тринидад и Тобаго
- Ямайка
- Маврикий
- Сейшельские Острова
- ЮАР
- Вануату
- Восточный Тимор
- Кирибати
- Микронезия
- Науру
- Палау
- Самоа
- Соломоновы Острова
- Тувалу
- Фиджи

## Посещение аннексированных территорий
После аннексии Крыма Российской Федерацией в 2014 году правительство Украины приняло постановление № 367 «Об утверждении Порядка въезда на временно оккупированную территорию Украины и выезда с территории». Согласно документу, въезд иностранцев и лиц без гражданства на временно оккупированную территорию Украины и выезд с территории осуществляется только через пункты пропуска материковой части Украины по паспортным документам и специальному разрешению территориального органа. Въезд в Крым через любой другой пункт въезда со стороны России будет рассматриваться как незаконный. Посетителям будет отказано во въезде на материковую часть Украины и запрещён въезд в страну на пять лет.
Части Донецкой и Луганской областей находятся под фактическим контролем непризнанных Донецкой и Луганской народных республик. В ноябре 2014 года правительство Украины ввело паспортный контроль для всех лиц, въезжающих или выезжающих с данных территорий. Граждане Украины должны предъявлять свои паспорта, а иностранцы — объяснять цель своего визита. Въезд через контрольно-пропускные пункты на неконтролируемых участках российско-украинской границы является нарушением украинского законодательства, из-за чего посетители не смогут дальше посетить Украину. Процедуры Службы безопасности Украины на пунктах въезда/выезда требуют, чтобы заявления на получение разрешения подавались и утверждались в электронном виде до поездки в зону вооружённого конфликта.

## Статистика въезда иностранных граждан на Украину
| Год  | Посетители   |
| ---- | ------------ |
| 1995 | 6 127 000    |
| 1996 | ▲ 6 750 000  |
| 1997 | ▲ 14 743 000 |
| 1998 | ▼ 12 003 000 |
| 1999 | ▼ 10 990 000 |
| 2000 | ▲ 11 691 000 |
| 2001 | ▲ 11 877 00  |
| 2002 | ▲ 12 793 000 |
| 2003 | ▲ 15 161 000 |
| 2004 | ▲ 18 583 000 |
| 2005 | ▲ 20 489 000 |
| 2006 | ▲ 21 714 000 |
| 2007 | ▲ 26 162 000 |
| 2008 | ▲ 28 827 000 |
| 2009 | ▼ 24 033 000 |
| 2010 | ▲ 24 114 000 |
| 2011 | ▲ 24 535 000 |
| 2012 | ▲ 25 061 000 |
| 2013 | ▲ 26 025 000 |
| 2014 | ▼ 13 227 000 |
| 2015 | ▼ 13 025 000 |
| 2016 | ▲ 13 734 000 |
| 2017 | ▲ 14 579 000 |
| 2018 | ▼ 14 342 000 |
| 2019 | ▼ 13 710 000 |
| 2020 | ▼ 3 382 000  |
| 2021 | ▲ 3 970 000  |

### Комментарии
1. ↑  Часты отказы во въезде (в основном мужчинам призывного возраста) «по соображениям национальной безопасности» или вообще без объяснения причин
2. ↑  Возможен въезд с национальным удостоверением личности
3. ↑  В течение 180 дней со служебной, туристической или частной целью при наличии подтверждающих документов